# Balázs Borbély
Balázs Borbély (ur. 2 października 1979 w Dunajskiej Stredze) – słowacki piłkarz pochodzenia węgierskiego, grający na pozycji defensywnego pomocnika.

## Kariera
Do 2000 roku grał w drużynie DAC Dunajská Streda, skąd przeniósł się do Artmedii Petržalka. Pod koniec 2005 został wypożyczony do niemieckiej drużyny 1. FC Kaiserslautern. Następnie grał w rumuńskim zespole FC Timișoara, cypryjskim AEL-u Limassol, a także w słowackich drużynach FC ŠTK 1914 Šamorín oraz TJ Družstevník Vrakúň. Karierę zakończył w 2014 roku.
W Lidze Mistrzów UEFA rozegrał 11 spotkań, strzelając 3 bramki. W reprezentacji Słowacji wystąpił 15 razy.